# 莱斯讷旺
莱斯讷旺（法語：Lesneven，法語發音：[lɛsnəvɛ̃]）是法国菲尼斯泰尔省的一个市镇，位于该省西北部，属于布雷斯特区。

## 地理
莱斯讷旺（48°34'19"N, 4°19'20"W）面积10.27 平方千米，位于法国布列塔尼大區菲尼斯泰尔省，该省份为法国最西部的省份，位于布列塔尼半岛西部，北西南三面环大西洋，东临阿摩尔滨海省和莫尔比昂省。
与莱斯讷旺接壤的市镇（或旧市镇、城区）包括：勒福尔瓜特、凯尔努埃斯、普卢达涅勒、普卢伊代尔、圣梅昂。

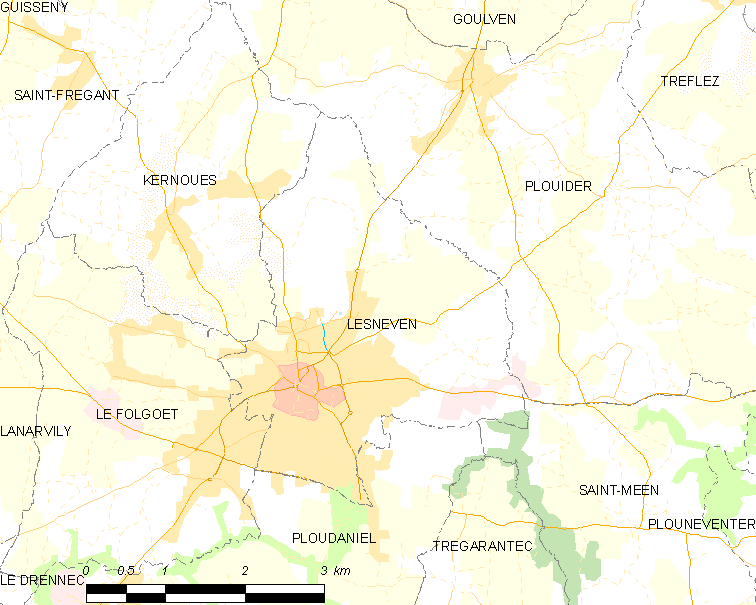
莱斯讷旺的OSM定位图

莱斯讷旺的时区为UTC+01:00、UTC+02:00（夏令时）。

## 行政
莱斯讷旺的邮政编码为29260，INSEE市镇编码为29124。

## 政治
莱斯讷旺所属的省级选区为莱斯讷旺县。

## 人口

1962-2008年间莱斯讷旺人口变化图示

莱斯讷旺于2022年1月1日时的人口数量为7471人。